# Illa de sa Torreta
L'illa de sa Torreta és un illot situat a la banda de ponent de l'illa de s'Espalmador, davant la cala que també rep el mateix nom: la cala de sa Torreta.

## Origen del nom
El que es coneix pel nom de l'illa de sa Torreta no és més que una part de l'abast del topònim sa Torreta, que és el nom de tota la contrada septentrional de l'illa, i és aquesta contrada la que dona nom a l'illa. Això desarticula la creença popular que a aquella illa pogués haver-hi hagut una torre: la torre era situada a terra ferma, a s'Espalmador, a la zona de sa Torreta, però no a l'illot; de la mateixa manera que és la zona la que dona nom a una sèrie de topònims satèl·lit, com en són el mollet de sa Torreta, sa platja de sa Torreta o sa platgeta de sa Torreta, els quals tots situats a s'Espalmador.

## Orografia i situació
L'illa de sa Torreta és l'illa més gran de les que rodegen s'Espalmador i, seguidament de l'illa d'en Pou, és l'illa més important de les illes menors de s'Espalmador. A diferència de Casteví o l'illa d'en Pou, aquesta no té cap sistema de senyalització lluminosa. Les seves dimensions són notables: fa 440 metres de llarg i arriba a superar, en alguns trams, els 220 d'amplària. A la banda de llevant de l'illa hi ha una platja a la qual la mateixa illa dona sempre recés del vent; de tal manera que aquella zona queda arrecerada dels vuit vents. Aquesta situació privilegiada fa que la zona de sa Torreta siga considerada un portitxol natural de molt bona qualitat, tot i que de dimensions i calat inferiors al racó de s'Alga.

## Accident marítim
El 15 de febrer del 2012, un dels ferris que cobreixen la línia de transport marítim entre les dues Pitiüses majors, el Maverick II, embarrancà damunt l'illot de sa Torreta. Al vaixell, a part de la tripulació, hi havia 27 passatgers.